# ALIVE (ClariSの曲)
『ALIVE』は、ClariSの24枚目のシングル。2022年8月3日にSACRA MUSICより発売された。

## 概要
前作より11ヶ月ぶりとなるシングル。表題曲はテレビアニメ『リコリス・リコイル』オープニングテーマ。
2022年10月12日に「ALIVE (LycoReco Version)」が配信リリース。
2022年10月12日にTHE FIRST TAKEに出演。2023年2月8日に配信リリース。

### 仕様
「通常盤」「初回生産限定盤」「期間生産限定盤」「完全生産限定盤」の4形態で発売。完全生産限定盤は2023年2月8日に発売。

## チャート成績
2022年8月15日付のオリコン週間シングルランキングでは初動約5千枚を売り上げ、週間8位にランクインした。

## ミュージック・ビデオ
2022年7月10日に公開。2023年4月現在180万回以上再生されている。

## 収録曲
通常盤・初回生産限定盤CD
1. ALIVE
作詞・作曲・編曲：重永亮介[4]
2. ループ
作詞：ClariS／作曲・編曲：sakuma.
3. 忘れてもいいよ
作詞・作曲・編曲：丸山真由子
4. ALIVE -Instrumental-

期間生産限定盤CD
1. ALIVE
2. ループ
3. 忘れてもいいよ
4. ALIVE -TV MIX-

完全生産限定盤CD
1. ALIVE
2. ループ
3. 忘れてもいいよ
4. ALIVE -TV MIX-
5. ALIVE (LycoReco Version)
6. ALIVE - From THE FIRST TAKE

初回生産限定盤DVD
1. ALIVE (Music Video)
2. ALIVE (Dance Video)
3. ALIVE (15秒CM)
4. ALIVE (30秒メッセージコメント入りCM)

期間生産限定盤・完全生産限定盤DVD
1. TVアニメ「リコリス・リコイル」ノンクレジットオープニングムービー

## テレビ演奏
- 2023年1月1日 - TBS系「CDTVライブ！ライブ！年越しスペシャル！2022→2023[5]

## カバー
- Morfonica［倉田ましろ（進藤あまね）］ - ゲーム『バンドリ! ガールズバンドパーティ!』に収録（2023年3月18日追加[6]）。